# Градище (Тишина)
Градище (словен. Gradišče) — поселення в общині Тишина, Помурський регіон, Словенія. Висота над рівнем моря: 193,9 м.